# Ricardo II de Inglaterra
Ricardo II de Inglaterra (Burdeos, 6 de enero de 1367-Yorkshire, c. 14 de febrero de 1400), llamado también Ricardo de Burdeos, fue rey de Inglaterra desde 1377 hasta su derrocamiento en 1399.
Nacido en Burdeos en 1367 siendo el segundo hijo de Eduardo de Woodstock llamado el Príncipe Negro y su esposa Juana de Kent. En 1372, a la muerte de Eduardo de Angulema, su hermano mayor, se convirtió en el segundo en la línea de sucesión al trono inglés, solamente precedido por su padre. Posteriormente, la muerte de este en 1376 lo convierte en el heredero del trono de su abuelo. Al año siguiente, con la muerte del rey Eduardo III de Inglaterra el 21 de junio de 1377, Ricardo sube al trono con sólo diez años.
Durante los primeros años de su reinado, el gobierno estuvo a cargo de un consejo. La aristocracia prefirió esto en lugar de una regencia encabezada por Juan de Gante, tío del monarca, sin embargo Juan tuvo gran influencia en el gobierno. La revuelta de los campesinos en 1381 representó el primer gran reto que tuvo que enfrentar durante su reinado, en la cual el joven rey tuvo un papel importante en la supresión exitosa de esta crisis. Sin embargo en los años siguientes, la dependencia del rey de un pequeño número de cortesanos causó descontento entre los más influyentes quienes se rebelaron y en 1387 el control del gobierno pasó a manos de un grupo de aristócratas conocidos como los Lords Appellant. Para 1389 Ricardo II había recuperado el control y durante los ocho años siguientes mantiene la paz con sus antiguos adversarios.
En 1397, Ricardo II toma represalias con los antiguos rebeldes, los cuales en su mayoría son exiliados o ejecutados. Los dos años siguientes son conocidos como la tiranía de Ricardo II. En 1399 tras la muerte de Juan de Gante desterró por diez años a su primo Enrique Bolingbroke. En junio del mismo año Enrique invadió Inglaterra con un pequeño ejército el cual creció rápidamente. A pesar de que Enrique decía solamente querer su patrimonio perdido, pronto se hizo evidente su intención de reclamar el trono para sí mismo. Sin encontrar mucha resistencia, Enrique depuso a Ricardo II y se hizo proclamar rey como Enrique IV. Ricardo II murió en prisión en febrero de 1400, al parecer de inanición, sin embargo, aún persisten las interrogantes sobre su destino final.
De Ricardo II se decía que era alto, guapo e inteligente. Aunque probablemente no fue demente, como anteriormente los historiadores solían creer, pudo haber sufrido hacia el final de su reinado de lo que los psicólogos modernos llamarían un «trastorno de personalidad». Menos belicoso que su padre o su abuelo, trató de poner fin a la guerra de los Cien Años que Eduardo III había iniciado. Además, era un firme creyente en la prerrogativa real, algo que le llevó a limitar el poder de la aristocracia y contar con un séquito privado para su protección personal. A diferencia de la corte fraterna y marcial de su abuelo, Ricardo II cultivó un ambiente refinado en su corte, en la que el rey era una figura elevada, con el arte y la cultura en el centro.
La reputación póstuma de Ricardo II se debe en gran medida a William Shakespeare, cuyo obra Ricardo II muestra a su mal gobierno y posterior derrocamiento por parte de Enrique como causantes de la guerra de las Rosas, en el siglo XV. Los historiadores modernos no aceptan dicha interpretación, sin embargo tampoco lo exoneran como causante de su propio destronamiento. La mayoría de ellos coinciden en que, a pesar de que sus políticas no eran sin precedentes, la manera en la que las llevó a cabo era inaceptable para la clase política, y esto condujo finalmente a su caída.

## Primeros años

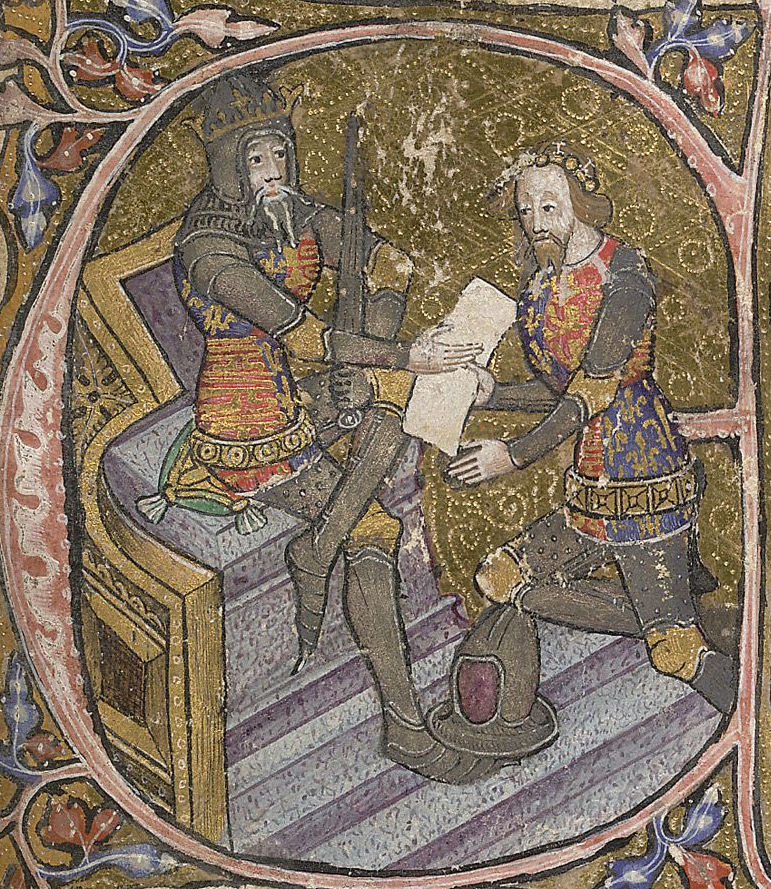
Letra historiada de un manuscrito del. En él se muestra a Eduardo, príncipe de Gales arrodillado ante su padre, Eduardo III de Inglaterra.

Ricardo de Burdeos, llamado así por su lugar de nacimiento, fue el menor de los hijos de Eduardo, príncipe de Gales y de Aquitania llamado posteriormente el Príncipe Negro y su esposa Juana de Kent. Su padre, heredero del trono de Inglaterra, era hijo de Eduardo III y se había distinguido como comandante militar durante las primeras fases de la guerra de los Cien Años, principalmente en la batalla de Poitiers en 1356. Sin embargo, después de numerosas aventuras militares, contrajo disentería en España en 1370, de la cual nunca se recuperaría y tuvo que regresar a Inglaterra al año siguiente. Por otra parte, su madre Juana de Kent se había visto involucrada en una disputa matrimonial entre Thomas Holland, conde de Kent y William de Montacute, conde de Salisbury de la cual salió victorioso el primero. Tras enviudar en 1360, Juana contrajo matrimonio el 10 de octubre de 1361 con Eduardo, príncipe de Gales. Dado que Juana era nieta de Eduardo I y prima hermana de Eduardo III el matrimonio requirió la aprobación papal.

Armas de Ricardo, príncipe de Gales

Ricardo nació en el palacio arzobispal de Burdeos, en el principiado de Aquitania el 6 de enero de 1367, siendo el segundo hijo de la pareja. De acuerdo a fuentes de la época, tres reyes —los de Castilla, Navarra y Portugal— estuvieron presentes en su nacimiento. Este hecho y el haber nacido en la epifanía, fue posteriormente usada en la simbología religiosa del díptico de Wilton, pintura anónima de finales del siglo XIV, donde Ricardo es uno de los tres reyes que rinden homenaje a la Virgen y el Niño. En 1371 con la muerte de Eduardo de Angulema, su hermano mayor, Ricardo se convierte en el heredero de su padre. Finalmente en 1376, su padre muere luego de su larga enfermedad. Tras esto, la cámara de los comunes temía que Juan de Gante, tío de Ricardo, usurpara el trono por lo que Ricardo fue investido inmediatamente como príncipe de Gales, además de los otros títulos que poseía su padre.
El 21 de junio del año siguiente muere Eduardo III y Ricardo es coronado rey el 16 de julio de 1377 contando solamente con 10 años de edad. Una vez más los temores de la ambición de poder de Juan de Gante influyeron en las decisiones políticas y se evitó formar una regencia encabezada por los tíos del rey. El gobierno fue conducido por la realeza ayudada por una serie de concejos, de los que Gante fue excluido. No obstante, tanto este como su hermano menor Tomás de Woodstock, conde de Buckingham tuvieron gran influencia nominal en los asuntos de gobierno.
Con el tiempo, los amigos y consejeros del rey, especialmente Sir Simon de Burley y Robert de Vere, adquirieron cada vez más poder ganándose la desconfianza de los Comunes, lo que llevó a la interrupción de los concejos en 1380. Aumentando el descontento general, se establecieron tres impuestos entre 1377 y 1381 con el objetivo de financiar campañas militares en el continente, las cuales resultaron en fracaso. Para 1381 existía un gran descontento contra la clase gobernante en los niveles más bajos de la sociedad inglesa.

## La revuelta de los campesinos

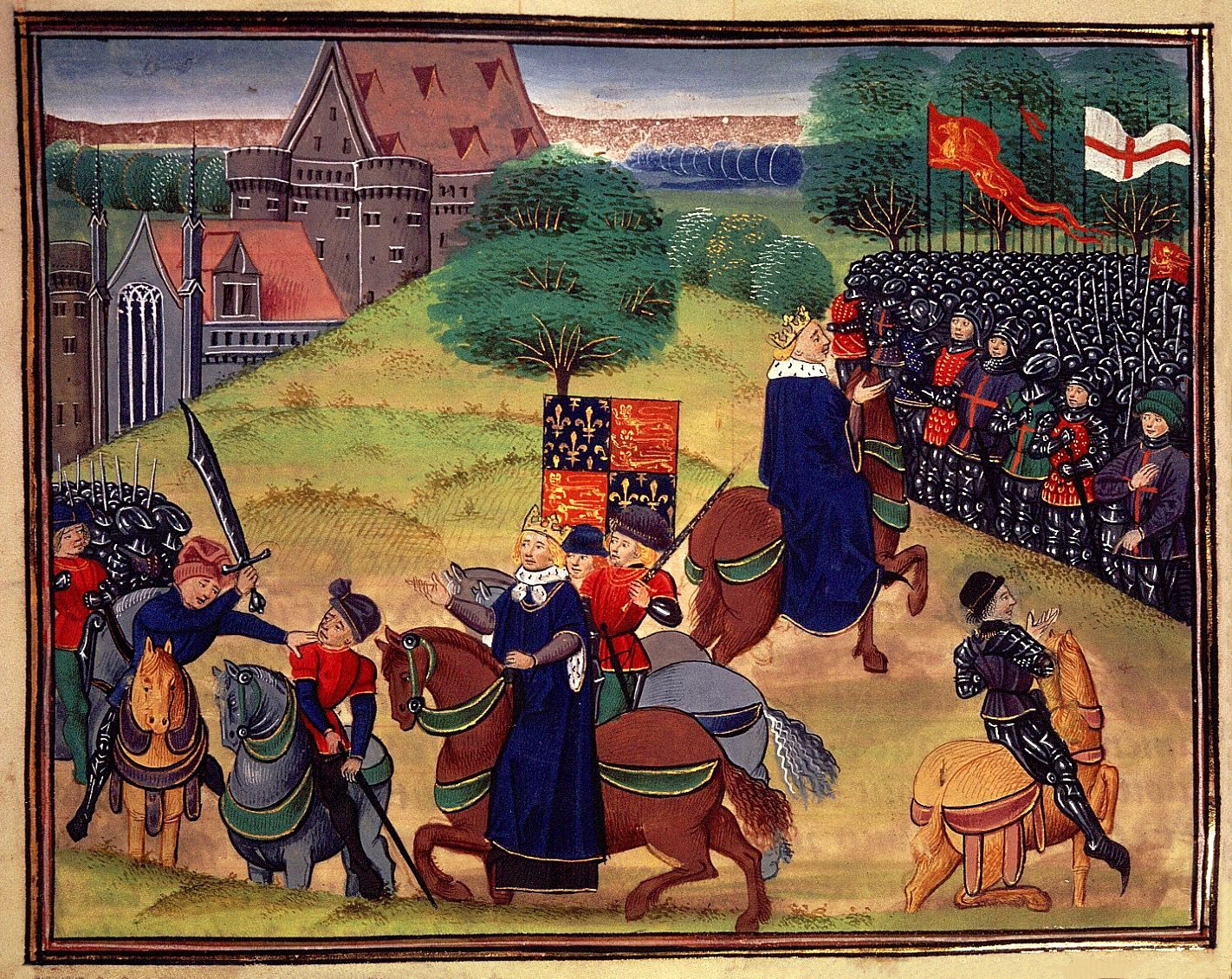
Wat Tyler asesinado por William Walworth mientras Ricardo II se dirige a la multitud. Manuscrito Gruuthusem, en las Crónicas de Froissart, c. 1475

A pesar de que el impuesto de 1381 fue el detonante de la revuelta campesina, la verdadera raíz del conflicto radica en las tensiones entre campesinos y terratenientes originadas en los cambios económicos y demográficos que a su vez ocasionó la peste negra. La rebelión comenzó en Kent y Essex a finales de mayo de 1381, y el 12 de junio, grupos de campesinos se reunieron en Blackheath, cerca de Londres, bajo el liderazgo de Wat Tyler (Wat el hijo del Tejador), el sacerdote lolardo John Ball y Jack Straw. El palacio Savoy de Juan de Gante fue incendiado. Simon Sudbury, arzobispo de Canterbury y lord canciller del rey, además de Robert Hales, el lord tesorero, fueron asesinados por los rebeldes, quienes exigían la abolición de la servidumbre. El rey, quien permaneció refugiado en la Torre de Londres junto a sus cancilleres, quienes estaban de acuerdo con el hecho de que la Corona no poseía las fuerzas suficientes para aplastar la rebelión y que la única solución viable era negociar.
No está claro hasta qué punto intervino Ricardo II (de catorce años en ese momento) en las deliberaciones, pero los historiadores han sugerido que fue uno de los que propuso negociar. Dichas negociaciones se llevarían a cabo el 13 de junio junto al río pero la gran cantidad de personas que ocuparon sus riberas imposibilitó al monarca desembarcar y se vio obligado a regresar a la torre. Sin embargo, el día siguiente logró reunirse con los rebeldes en Mile End, al este de Londres. A pesar de que Ricardo accedió a sus demandas, los rebeldes continuaron con los saqueos y asesinatos. Al día siguiente, el rey se reunió con Wat Tyler en Smithfield y reiteró su posición de cumplir con sus demandas pero el líder rebelde no estaba convencido de la sinceridad de Ricardo. Ante esto, la inquietud entre los hombres de Ricardo creció estallando un altercado durante el cual William Walworth, alcalde de Londres, bajó a Tyler de su caballo y lo asesinó. La situación se tornó tensa cuando los rebeldes se dieron cuenta de lo ocurrido pero Ricardo actuó con calma y exclamó «Yo soy su capitán, síganme» y llevó a la multitud fuera del lugar. Mientras tanto Walworth reunió a sus hombres para rodear a los rebeldes, pero Ricardo les concedió el indulto y les permitió regresar a sus hogares.
Sin embargo, el rey pronto revocó los estatutos de libertad e indultos concedidos reiniciándose la rebelión ante la cual Ricardo se dirigió personalmente a Essex para reprimirla. El 28 de junio en Billericay el rey derrotó a los últimos rebeldes durante una pequeña escaramuza poniendo fin a la revuelta campesina. A pesar de su corta edad, Ricardo demostró coraje y determinación en el manejo de la rebelión. Es probable que la rebelión ayudara a formar la postura absolutista que más tarde sería fatal para su reinado.

## Mayoría de edad

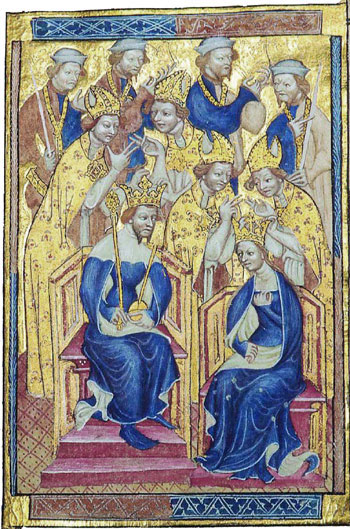
Ricardo y Ana, grabado del Liber Regalis, c. 1382.

Es hasta la revuelta campesina que la figura de Ricardo comienza a emerger con claridad en los anales. Uno de sus primeros actos significativos después de la rebelión fue su matrimonio el 20 de junio de 1382 con Ana de Luxemburgo, hija del emperador germánico Carlos IV de Luxemburgo y su esposa Isabel de Pomerania. El matrimonio era de gran importancia estratégica; con Europa dividida por el Gran Cisma, Bohemia y el Sacro Imperio eran vistos como potenciales aliados contra Francia en la guerra de los Cien Años. Sin embargo, el matrimonio nunca fue popular en Inglaterra y a pesar de las grandes sumas de dinero otorgadas al Sacro Imperio, no se logró ninguna victoria militar. Ana murió en 1394 víctima de la peste sin haberle dado a Ricardo ningún hijo, no obstante fue muy llorada por su viudo.
Michael de la Pole fue una pieza fundamental en las negociaciones de dicho matrimonio y a pesar de provenir de una familia de mercaderes logró ganarse la confianza del rey y gradualmente se vio involucrado con su corte y su gobierno personal. Posteriormente, Ricardo lo nombró lord canciller en 1383 y dos años después fue nombrado conde de Suffolk. Otro miembro del círculo cercano del rey era Robert de Vere conde de Oxford, quién durante este período fue el favorito del rey. El linaje de los Vere, a pesar de ser antiguo, era relativamente modesto para pertenecer a la nobleza inglesa. Su cercanía con el monarca fue mal vista por la clase política y esta sensación se incrementó cuando Ricardo lo nombró duque de Irlanda en 1386. El cronista Thomas Walsingham ha sugerido que la relación entre ambos era de naturaleza homosexual, sin embargo es conocida la animadversión del cronista hacia el rey.
La tensión entre los favoritos del rey y la clase política pronto se vio reflejada en la guerra con Francia. Mientras que su corte personal prefería negociar, sus tíos Juan de Gante y Tomás de Woodstock lo instaron a realizar una campaña a gran escala con el objetivo de proteger las posesiones inglesas enviándose a Henry le Despenser, obispo de Norwich, al mando de una cruzada que resultó malograda. Ante esta derrota en el continente, el monarca enfocó sus esfuerzos en Escocia, aliado de Francia y en 1385 Ricardo lideró personalmente una expedición punitiva contra su vecino del norte la cual fracasó teniendo que regresar sin haberse enfrentado a los escoceses. Mientras tanto, un levantamiento en Gante (actual Bélgica) evitó una invasión francesa al sur de Inglaterra. Debido a estas derrotas militares, las relaciones entre el rey y su tío Juan de Gante se deterioraron aún más y este dejó Inglaterra en 1386 para dedicarse por completo a sus pretensiones sobre la Corona de Castilla en medio de rumores de un complot en su contra. Sin Juan de Gante, el liderazgo de la oposición del rey pasó a Woodstock —nombrado recientemente duque de Gloucester— y a Richard FitzAlan, conde de Arundel.

## Crisis de 1386-1388

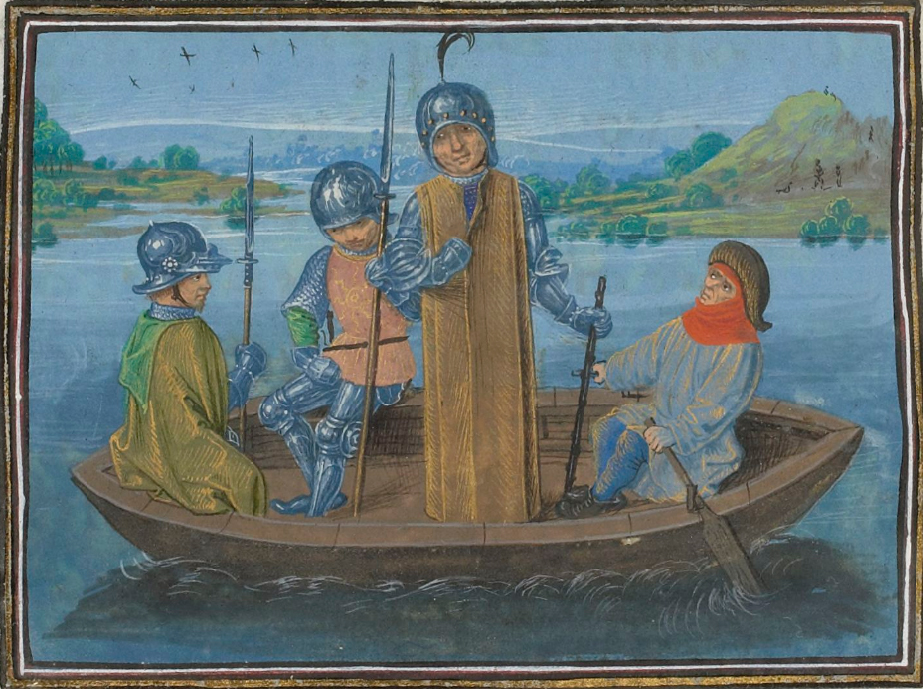
Robert de Vere, favorito de Ricardo II huyendo de la batalla del puente Radcot, en 1387. En las Crónicas de Froissart, c. 1475

La amenaza de una invasión francesa no desapareció, por el contrario se incrementó en 1386. En octubre de ese año Michael de la Pole en su condición de lord canciller solicitó al Parlamento incrementar las defensas del reino a un nivel sin precedentes. Sin embargo el Parlamento, que presuntamente trabajaba con el duque de Gloucester y el conde de Arundel, se negó a considerar cualquier solicitud presentada por Pole hasta que fuera removido del cargo. El monarca rehusó despedir a nadie a petición del Parlamento y no fue hasta que fue amenazado con su destitución cuando Ricardo se vio obligado a ceder y retirar a Pole de su puesto. Tras su salida, se creó una comisión para revisar y controlar las finanzas reales.
Ante esta ofensa a su dignidad real, Ricardo realizó un viaje por todo el reino entre febrero y noviembre de 1387 con el objetivo de reunir apoyo a su causa. Tras colocar a Robert de Vere como Juez de Chester creó una base militar leal en Cheshire, y se aseguró que Robert Tresilian, presidente del Tribunal Supremo emitiera una resolución donde tachaba de desleal y traicionera la conducta del Parlamento.
A su regreso a Londres, el rey enfrentó a Woodstock, Arandel y a Thomas de Beauchamp, conde de Warwick ante quienes interpuso un recurso de apelación acusándolos de traicionar a De la Pole, Vere, Tresilian y otros de sus partidarios como Nicholas Brembre, alcalde de Londres y Alexander Neville, arzobispo de York. Mientras esperaba los refuerzos militares de Cheshire bajo el mando de Vere, Ricardo procuró alargar las negociaciones entre él y los acusados. A Woodstock, Arandel y Warwick se le unieron Enrique Bolingbroke, conde de Derby (hijo de Juan de Gante y futuro Enrique IV) y Thomas de Mowbray, I duque de Norfolk, grupo al que se le conocería posteriormente como los Lords Appellant. El 20 de diciembre de 1387 ambos bandos se encontraron en el puente Radcot, donde Vere y sus fuerzas fueron derrotados por lo cual tuvo que  huir del país.
Ante la derrota de sus partidarios, Ricardo debió ceder ante las demandas de los Lords Appellant: Brembre y Tresilian fueron condenados y ejecutados mientras que Vere y De la Pole —quien también huyó del país— fueron condenados a muerte en ausencia por el Parlamento en febrero de 1388 y Neville, al pertenecer al clero, fue privado de sus facultades también en ausencia. Además se ejecutaron una gran cantidad de caballeros de la corte de Ricardo, entre ellos Simon de Burley. De esta forma, los apelantes lograron asestar un gran golpe a Ricardo al deshacerse de su círculo cercano de favoritos y partidarios.

## Una frágil paz

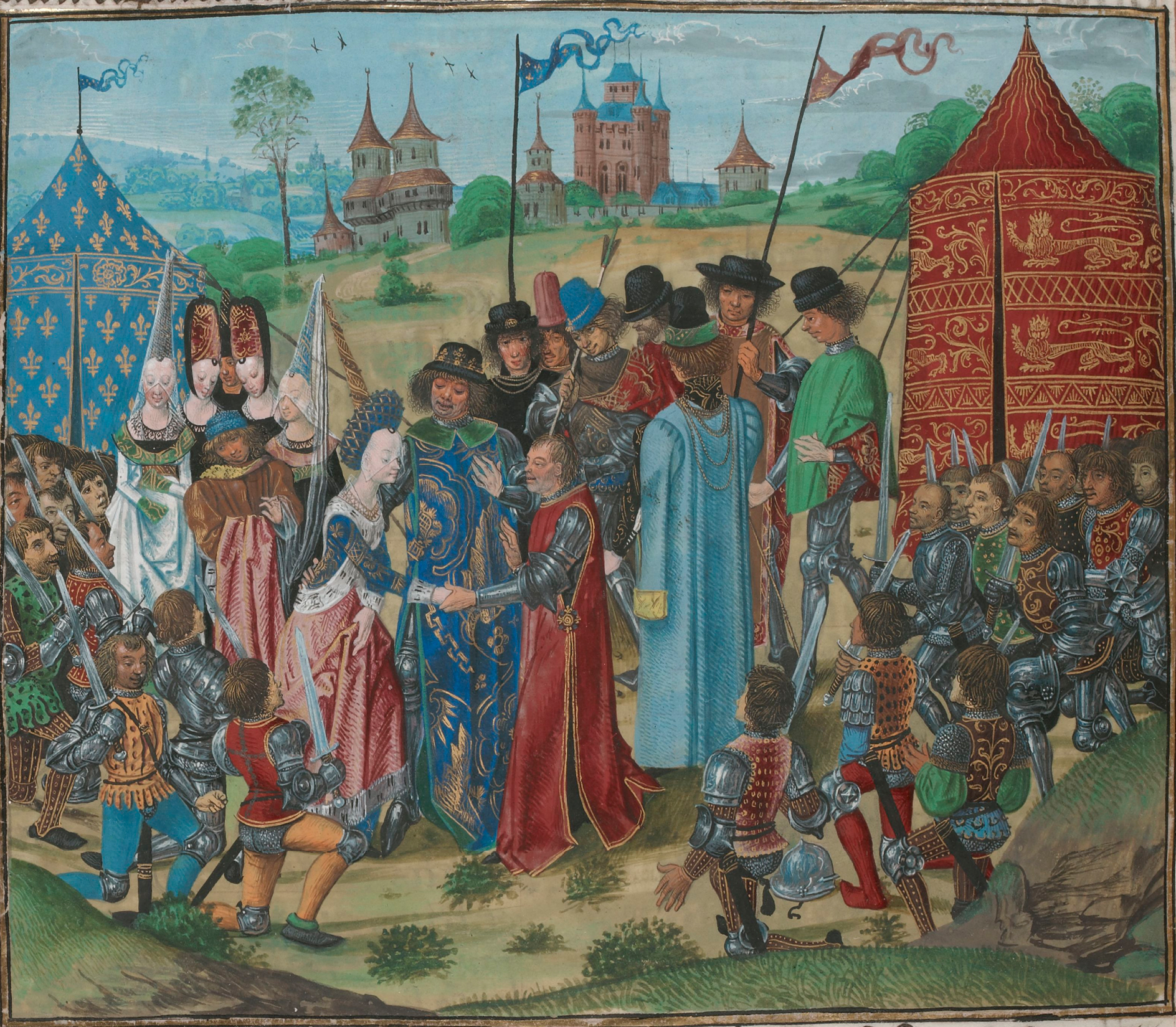
Matrimonio entre Isabel y Ricardo II. En las Crónicas de Froissart, c. 1475

En los meses siguientes a la rebelión, Ricardo logra restablecer poco a poco su autoridad real. La política externa de los Lords Appellant resultó en un fracaso al no lograr construir una amplia coalición antifrancesa e incluso el norte del reino sufrió una incursión escocesa que terminó con la derrota inglesa en la batalla de Otterburn en agosto de 1388. Para entonces Ricardo, quien contaba con más de 20 años, tenía pleno derecho para gobernar en su propio nombre. Por otra parte, Juan de Gante volvió a Inglaterra en 1389, aunque ahora su influencia en el gobierno fue moderada.
Ricardo asumió el control total del gobierno el 3 de mayo de 1389, alegando que los problemas pasados eran resultado de los malos consejeros que había tenido. Esbozó una política exterior que contradijo las acciones de los Lords Appellant centrándose en la búsqueda de la paz y la reconciliación con Francia, además de comprometerse a disminuir la carga de los impuestos sobre el pueblo de manera significativa. Los siguientes ocho años de su reinado y, tras haberse reconciliado con sus antiguos adversarios, los gobernó pacíficamente. Empero, como probaría la historia, las rencillas y humillaciones pasadas no se olvidaron jamás, en especial la ejecución de su antiguo mentor, Sir Simon de Burley.
Con la estabilidad nacional asegurada, Ricardo dedicó sus esfuerzos en establecer una paz duradera con Francia. En 1393, una propuesta que habría aumentado considerablemente el territorio de Aquitania, entonces posesión inglesa, fracasó al incluir el vasallaje del rey inglés al rey de Francia, una condición que resultaría inaceptable para el pueblo. Sin embargo, logró establecer en 1396 una tregua de 28 años. Como parte de esta, Ricardo contraería matrimonio con Isabel, hija del rey Carlos VI de Francia cuando cumpliera la mayoría de edad. Hubo dudas acerca del compromiso, ya que debido a la corta edad de Isabel, de solo seis años, imposibilitaba el nacimiento de un heredero al trono inglés por algunos años.
A diferencia de su política con Francia, su postura respecto a Irlanda fue diferente. Los señores feudales ingleses en Irlanda corrían el riesgo de ser invadidos y solicitaron una rápida intervención del monarca inglés. En otoño de 1394 Ricardo se dirigió a Irlanda donde permaneció hasta mayo del año siguiente. Su ejército de ocho mil hombres fue el más grande ejército que estuvo en la isla británica durante la Baja Edad Media. La invasión fue un rotundo éxito logrando someter a su autoridad a los señores irlandeses. Esta victoria militar representó uno de los mayores logros de su reinado reforzando el apoyo a su causa, sin embargo el dominio inglés en Irlanda fue de corta duración.

## Crisis de 1397-1399
El período conocido por los historiados como la tiranía de Ricardo empezó a finales de la década de 1390. Para julio de 1397 el rey tenía bajo arresto a Gloucester, Arundel y Warwick, sus antiguos detractores. El motivo de estas detenciones no están del todos claros, ya que aunque las crónicas sugieren un complot en su contra no hay evidencias de que este fuese el caso, siendo más probable que Ricardo se sintiera con el suficiente poder para tomar represalias y eliminarlos por su participación en los eventos de 1386-1388. Richard Fitzalan, conde de Arundel fue el primero en ser llevado a juicio en 1397 siendo posteriormente condenado y ejecutado. Tomás de Woodstock, duque de Gloucester fue encarcelado por el conde de Nottingham en Calais donde permaneció a la espera de su juicio. A medida que el juicio se acercaba, Nottingham llevó la noticia de la muerte de Gloucester. Se cree que probablemente el rey ordenó matarlo para evitar la vergüenza de la ejecución de un príncipe de sangre real. Thomas de Beauchamp, conde de Warwick fue condenado a muerte pero se le cambió la pena a cadena perpetua mientras que Thomas Arundel, arzobispo de Caterbury y hermano de Richard Fitzalan fue desterrado de por vida. Tras la caída de sus antiguos opositores, Ricardo persiguió a sus aliados y procesó a varios hombres por haber sido leales a los Lords Appellant. Les impuso grandes multas que trajo ingresos a la Corona aunque la legalidad de estos impuestos fue cuestionada por cronistas contemporáneos.

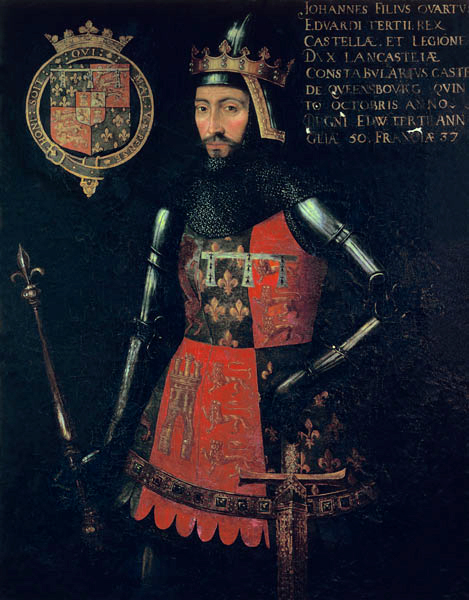
Juan de Gante, centro de la política inglesa durante más de treinta años. Su muerte en 1399 provocó un clima de inseguridad en el país.

Estas acciones fueron en parte posible gracias a la complicidad de Juan de Gante además de otros nobles que llegaron a sobresalir gracias a esto, los cuales fueron llamados despectivamente dukketti. John Holland y Thomas Holland fueron promovidos de condes de Huntingdon y Kent a duques de Exeter y Surrey respectivamente. Entre otros de sus partidarios pueden mencionarse Juan Beaufort, conde de Somerset, Eduardo de Norwich, John Montacute, conde de Salisbury y Thomas le Despenser, conde de Gloucester. Con sus antiguos enemigos fuera del terreno político, Ricardo recompensó con nuevos feudos a sus nuevos partidarios.
Sin embargo, Ricardo veía a los Lancaster como amenazas potenciales a su poder. Los Lancaster, representados por su tío Juan de Gante y el hijo de este, Enrique Bolingbroke, conde de Derby no solo eran una de las familias más poderosas de Inglaterra sino que dado su origen real podían disputarle el trono en caso de no tener descendencia. La discordia se desató en el círculo real cuando en 1397, Bolingbroke y Thomas de Mowbray se opusieron uno al otro. Según Bolingbroke, Mowbray había afirmado que ambos, como antiguos Lords Appellant, eran los siguientes en la línea de la venganza real. Mowbray negó estas afirmaciones, ya que de ser ciertas era equivalentes a traición.
El parlamento decidió que la disputa se resolvería mediante un duelo, pero en el último momento Ricardo cambió la pena al exiliar a ambos: Mowbray de por vida y Bolingbroke por diez años. El 3 de febrero de 1399, Juan de Gante murió y Ricardo aprovechando el momento extendió la pena a Bolingbroke al exilio perpetuo, además de desheredarlo. Con Bolingbroke en París, Ricardo se sentía seguro ya que los franceses tenían poco interés en desafiar a Ricardo y poner en peligro la paz entre ambos reinos. Pronto Ricardo abandonó Inglaterra rumbo a Irlanda comandando una nueva expedición.

## Derrocamiento y muerte

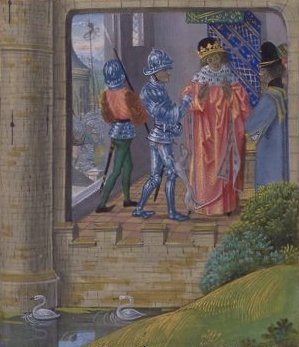
Ricardo II siendo detenido por el conde de Northumberland. Miniatura en las Crónicas de Froissart

En junio de 1399 Luis, duque de Orleans ganó poder en la corte de su hermano Carlos VI de Francia. La política de acercamiento entre Francia e Inglaterra no se ajustaban a las ambiciones políticas de Luis, por lo que le resultó oportuno permitir a Enrique Bolingbroke salir de Francia con dirección a Inglaterra. A finales de junio de 1399, Bolingbroke desembarcó en Ravenspurn, en Yorkshire. Reunido con Henry Percy, conde de Northumberland, lo convenció de que su único fin era recuperar su patrimonio perdido obteniendo el apoyo del conde. El rey se había hecho acompañar por sus caballeros y los miembros de la nobleza leales a él en su expedición a Irlanda, por lo que Enrique encontró poco resistencia en su avance al sur. Edmundo de Langley, duque de York, quien actuaba como protector del reino no tuvo otra opción que ponerse de lado de Enrique. Ricardo se retrasó en su regreso de Irlanda y no llegó a Gales hasta el 24 de julio. Ya en Gales, se reunió el 12 de agosto con el conde de Northumberland en el castillo de Conwy para iniciar las negociaciones. El 19 de agosto Ricardo entregó a Enrique el castillo de Flint, prometiendo abdicar si se le perdonaba la vida. Ambos regresaron a Londres, donde Ricardo a su llegada fue encarcelado en la Torre de Londres el 1 de septiembre.
A pesar de que Enrique estaba determinado a tomar el trono, encontrar una justificación a dicha acción resultó ser un problema. Para legitimar su ascenso al trono se argumentó que Ricardo a través de su tiranía y mal gobierno se había hecho indigno de ser rey. Sin embargo, Enrique no era el siguiente en la línea de sucesión: el heredero presunto era Edmundo Mortimer, conde de la Marca, quien descendía del segundo hijo de Eduardo III, Leonel de Amberes, duque de Clarence mientras que Juan de Gante, padre de Enrique, era el tercer hijo de Eduardo III. Este problema se solucionó alegando que mientras Enrique era descendiente por línea directa masculina, Edmundo lo era a través de su abuela. La versión oficial de los hechos indica que Ricardo abdicó voluntariamente en favor de Enrique el 29 de septiembre. A pesar de que esto probablemente no fue el caso, el Parlamento se reunió al día siguiente y aceptó la abdicación de Ricardo y Enrique fue coronado como Enrique IV el 13 de octubre.
Lo que pasó con Ricardo tras su derrocamiento no es del todo claro, siendo trasladado de la Torre de Londres al castillo de Pontefrac poco antes de culminar el año. A pesar de que el nuevo soberano no tuvo inconveniente alguno en dejarlo vivo, esta situación cambió cuando se enteró de que los condes de Huntingdon, Kent, Somerset y Rutland, además de Thomas Despenser —todos despojados de sus privilegios tras la caída de Ricardo— planeaban asesinarlo para restaurar a Ricardo en el trono. Aunque evitado este suceso, Enrique se dio cuenta del peligro que significaba que Ricardo siguiera con vida. Se cree que este fue dejado morir de hambre en o alrededor del 14 de febrero de 1400, aunque quedan dudas acerca de la forma y la fecha en que murió. Su cuerpo fue llevado al sur de Pontefract y exhibido en la antigua Catedral de San Pablo el 17 de febrero antes de su entierro en la parroquia de Kings Langley el 6 de marzo.

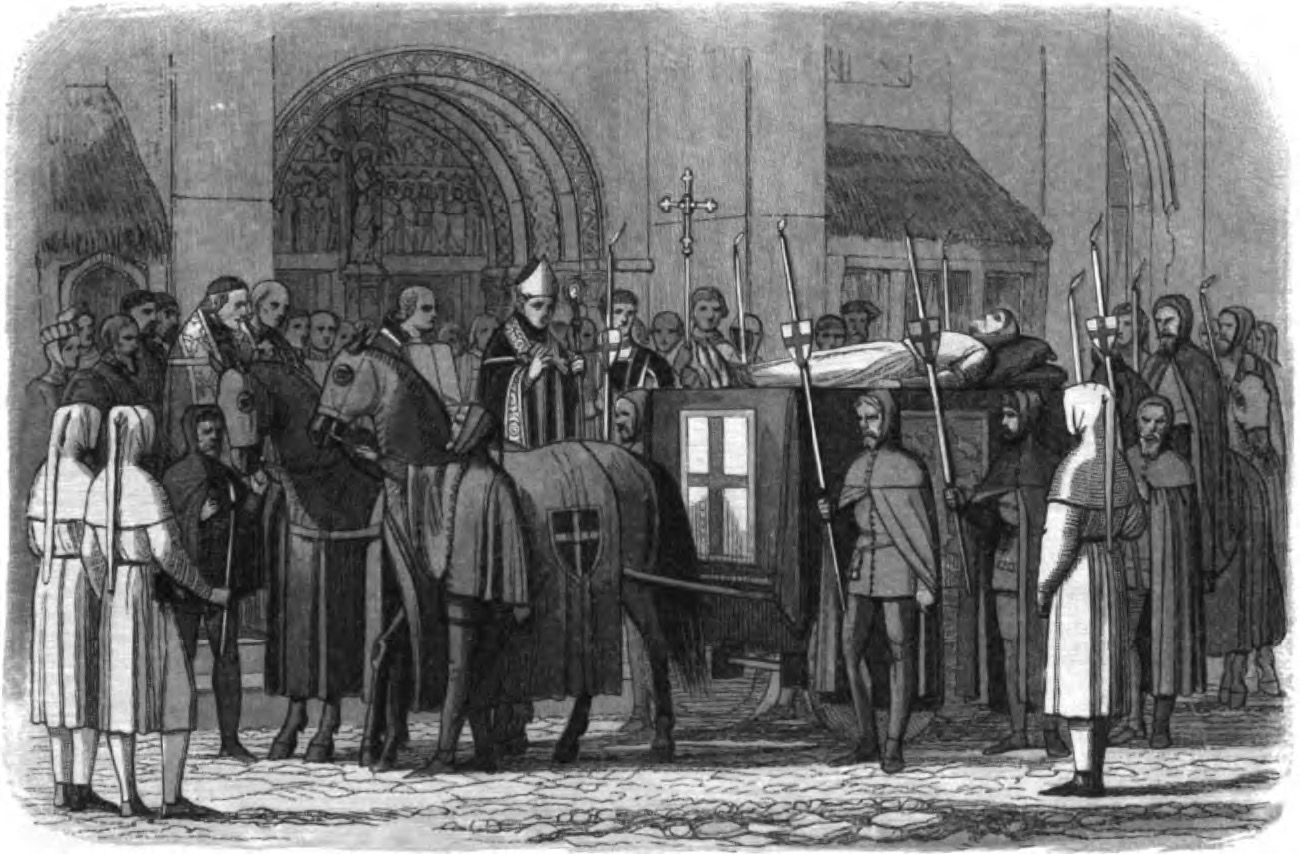
El cuerpo de Ricardo II es conducido a San Pablo. James William Edmund Doyle (1864).

Aunque existieron rumores de la supuesta supervivencia de Ricardo, estos jamás tuvieron eco en Inglaterra. Sin embargo en Escocia un hombre identificado como Ricardo llegó a manos del regente duque de Albany y presentado en el castillo de Stirling como el difunto monarca sirviendo para mantener las disputas dinásticas de varios anti-Lancaster y las intrigas lolardas en Inglaterra. El gobierno de Enrique IV lo tachó de impostor y varias fuentes de ambos lados de la frontera sugieren que el hombre sufría de una enfermedad mental, describiéndose como un "mendigo" al momento de su muerte en 1419, sin embargo fue enterrado como un rey en el convento dominicano local en Stirling. Mientras tanto, en 1413, Enrique V —en un intentó de expiar el supuesto asesinato de Ricardo por su padre y silenciar los rumores de la supervivencia del mismo— decidió trasladar el cuerpo del difunto rey en Langley a su actual reposo, en la abadía de Westminster. Aquí mismo Ricardo había preparado una tumba elaborada, donde habían sido sepultados los restos de su esposa Ana.

## La corte de Ricardo
En los últimos años del reinado de Ricardo, y particularmente en los meses posteriores a la supresión de los Lords Appellant en 1397, el rey disfrutó de un virtual monopolio de poder en el país, una situación inusual en la Inglaterra medieval. Es en este período en particular, la cultura en la corte del rey emergió, la cual se diferenció notablemente de la de las épocas anteriores. Una nueva forma de tratamiento se desarrolló: hasta entonces el rey era llamado a menudo simplemente como "alteza", pero a partir de entonces esto cambió a ser tratado como "majestad real", o "alta majestad". Se decía que en las fiestas solemnes Ricardo se sentaba en su trono en el salón real durante horas sin hablar y cualquiera a quien mirara tenía que inclinarse ante él. La inspiración para esta nueva suntuosidad y el énfasis en dignidad vino de las cortes en el continente europeo, no sólo de las francesas y checas de donde habían provenido las dos esposas de Ricardo, sino también de la corte que su padre había mantenido durante su residencia en Aquitania.
El enfoque que Ricardo tenía acerca de la realeza estaba arraigada en su fuerte creencia en la prerrogativa real, cuya inspiración se puede encontrar en su juventud, cuando su autoridad fue desafiada por primera vez por las revuelta campesina y posteriormente por los Lords Appellant. Ricardo rechazó el enfoque que tuvo su abuelo Eduardo III respecto a la nobleza y cuya corte fue un consejo de guerra basado en la interdependencia del rey con sus nobles de más confianza como capitanes. Desde el punto de vista de Ricardo, esta situación había puesto en manos de la nobleza gran cantidad de poder. Para evitar depender militarmente de esta, siguió una política de paz con Francia. Al mismo tiempo, desarrolló su propio séquito militar personal, más grande que la que cualquier rey inglés había tenido a su disposición hasta entonces, quienes llevaron insignias con el White Hart (en español: ciervo blanco), el cual fue su emblema personal. De esta forma, Ricardo fue entonces libre para desarrollar un ambiente cortesano en el rey era una figura venerada distante mientras que el arte y la cultura, en lugar de la guerra, fueron en el centro.

## Mecenazgo y artes
Como parte de su campaña para ensalzar su autoridad y a diferencia de sus predecesores, Ricardo cultivó la imagen real haciéndose retratar conservándose solos dos pinturas: un retrato tamaño natural que se conserva en la abadía de Westminster (c. 1390) y el díptico de Wilton (1394-1399), un retrato portátil del cual se presume estaba destinado a acompañarlo en su campaña a Irlanda. Estos son uno de los pocos ejemplos ingleses supervivientes de la pintura gótica internacional, estilo desarrollado en las cortes del continente, especialmente París y Praga. Los gastos de Ricardo en joyería, tejidos y orfebrería fueron más elevados que en las pinturas pero como lo que sucedió con sus manuscritos iluminados, apenas existen obras supervivientes que se puedan relacionar con él, a excepción de una corona, uno de los mejores logros de la orfebrería gótica y que probablemente perteneció a su esposa Ana.

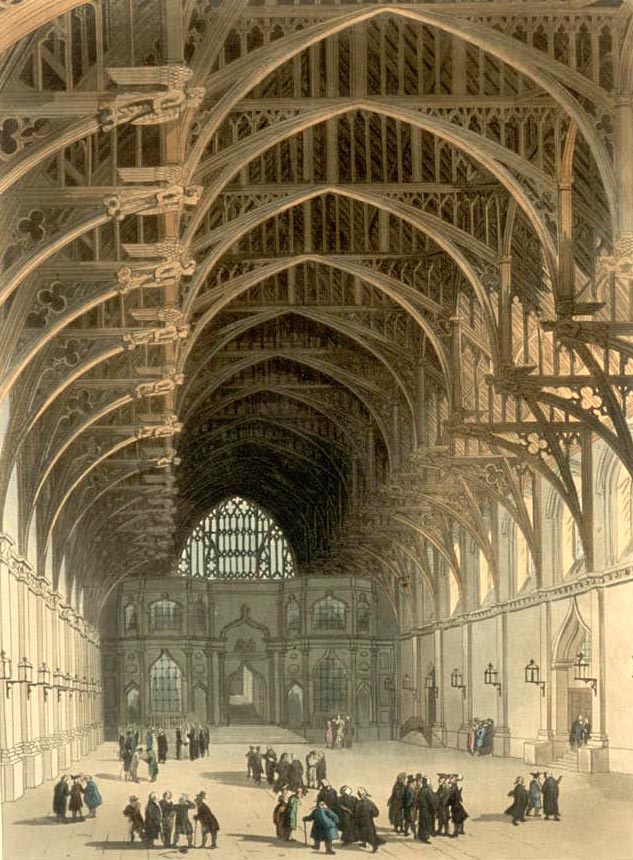
El salón de Westminster, en el

Entre los mayores proyectos arquitectónicos de Ricardo destaca el Salón Westminster, el cual fue reconstruido durante su reinado, posiblemente impulsado tras la culminación de la magnífica sala en el castillo de Kenilworth por Juan de Gante en 1391. Quince estatuas de tamaño natural de los monarcas ingleses fueron colocadas en nichos en las paredes y un techo artesonado diseñado por Hugh Herland, la más grande creación de la arquitectura medieval realizada en madera, permitió a las tres naves románicas originales ser reemplazados por un solo enorme espacio abierto, con un estrado al final donde Ricardo se asentaba aisladamente. La reconstrucción del salón Westminster había sido iniciada en 1245 por Enrique III, no fue hasta la época de Ricardo cuando se reinició tras haber estado inconclusa durante más de un siglo.
Respecto a la literatura, fue importante el mecenazgo de su corte consolidando el inglés como un idioma literario. Aunque existe poca evidencia para atribuirle a Ricardo un apoyo especial a la poesía, fue en su corte que esta llegó a progresar. Incluso Geoffrey Chaucer, el mayor poeta inglés de la época, le sirvió al rey como diplomático, funcionario de aduanas y maestro de obras del rey mientras escribía sus trabajos más conocidos. Chaucer anteriormente había trabajo bajo las órdenes de Juan de Gante y escribió The Book of the Duchess como un elogio a Blanca de Lancaster, primera esposa de Gante. Además John Gower, colega y amigo de Chauser escribió Confessio Amantis como parte de un encargo directo de Ricardo, sin embargo posteriormente Gower quedaría desencantado con el monarca.

## Semblante y valoración
Los escritores contemporáneos, incluso los que menos simpatizaban con el rey, coinciden en que Ricardo fue el más bello rey, aunque su rostro era blanco, redondeado y femenino, dando a entender que le faltaba masculinidad. Además era atlético y alto, ya que al abrirse su tumba en 1871 se comprobó que medía seis pies de altura. También era inteligente y culto, sin embargo tendía a tartamudear cuando estaba agitado. Aunque el retrato conservado en la abadía de Westminster es probablemente fiel al monarca, no pasa lo mismo con el Díptico Wilton, el cual retrata al rey significativamente más joven de lo que era en el momento, cuando posiblemente ya tenía barba. En el aspecto religioso, Ricardo era ortodoxo, y hacia el final de su reinado se convirtió en un fuerte opositor de la herejía lolarda. Además era particularmente devoto del rey Eduardo el Confesor y alrededor de 1395 empaló sus armas con las armas atribuidas de este. Aunque no era un rey guerrero como lo fue su abuelo, Ricardo disfrutaba de torneos, así como la caza.

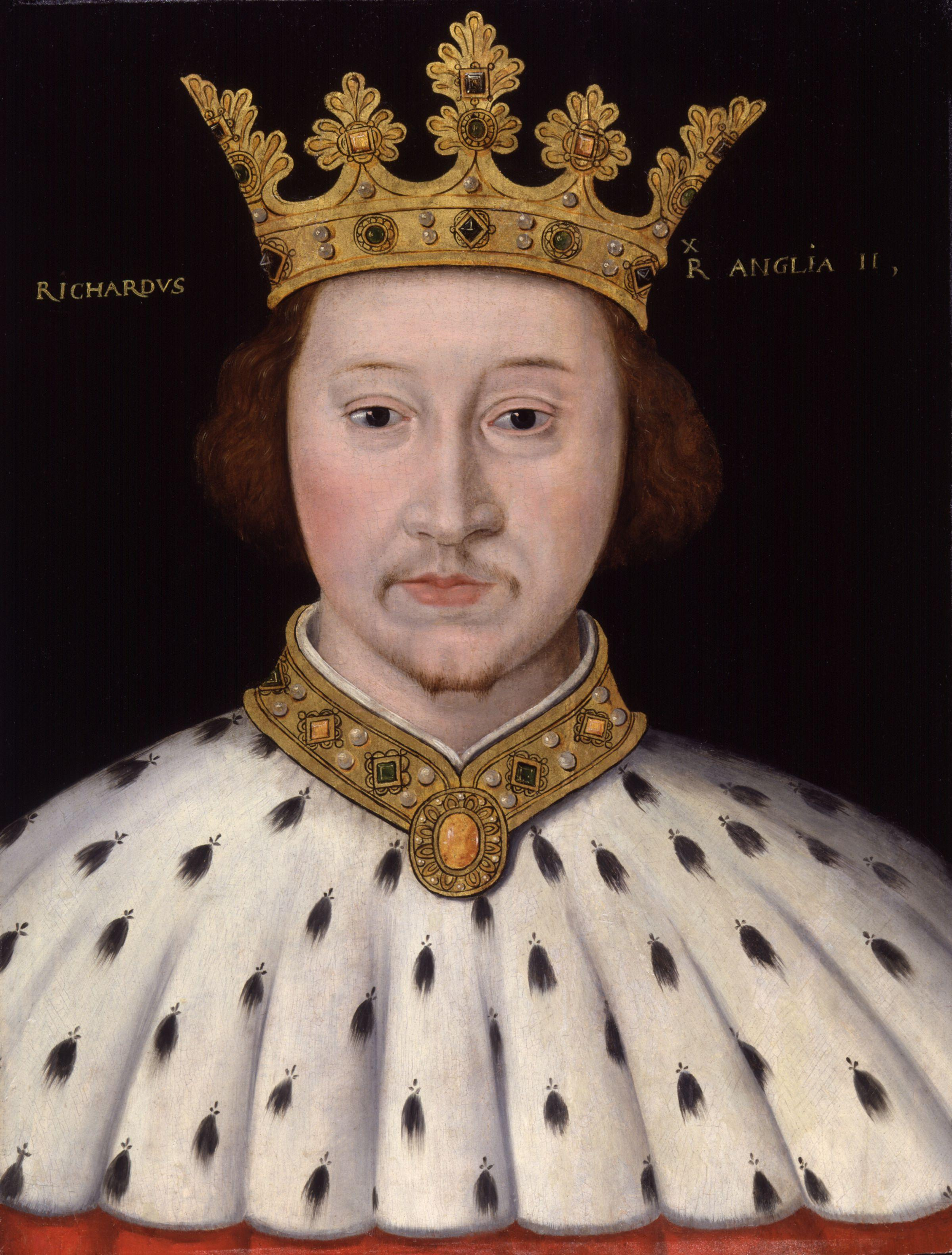
Retrato anónimo de Ricardo II, s. XVI

La opinión popular que se tiene de Ricardo está sobre todo influenciada por la obra de William Shakespeare sobre el rey, Ricardo II. El Ricardo de Shakespeare era un rey cruel, vengativo e irresponsable que solo alcanzó una apariencia de grandeza después de su caída. Sin embargo Shakespeare al escribir esta obra de ficción tomó muchas libertades e hizo grandes omisiones, basando su obra principalmente en obras de otros escritores, tales como Edward Hall y Samuel Daniel, quienes a su vez basaron sus escritos en cronistas contemporáneos como Thomas Walsingham. Hall y Daniel formaron parte de la historiografía Tudor, la cual era antipática a Ricardo. La ortodoxia Tudor, reforzada por Shakespeare, veía en el mal gobierno de Ricardo el origen de la guerra de las Dos Rosas con la consiguiente crisis civil que representó, la cual no terminó hasta 1485 con la subida al trono del primer Tudor, Enrique VII. Esta idea fue aceptada hasta fechas tan tardías como el siglo XIX, llegando solo a ser cuestionada a partir del s. XX. En épocas recientes los historiadores prefieren estudiar la guerra de las Dos Rosas y el reinado de Ricardo II como dos hechos aislados.
El estado mental de Ricardo ha sido un punto importante de debate histórico desde que los primeros historiadores académicos empezaron a tratar el tema en el s. XIX. Uno de los primeros historiadores modernos en separar al rey de la persona fue William Stubbs, obispo de Oxford. Stubbs argumentó que hacia el final de su reinado, la mente de Ricardo estaba perdiendo su equilibrio por completo. El historiador Anthony Steel, quien escribió una biografía detallada del rey en 1941, adoptó un enfoque psiquiátrico del asunto y concluyó que el rey sufría de esquizofrenia. Esto fue cuestionado por V. H. Galbraith, quien argumentó que no había ninguna base histórica para tal diagnóstico, punto de vista compartido por los historiadores posteriores de la época, como Anthony Goodman y Anthony Meta. Nigel Saul, quien escribió una de la más recientes biografías académicas sobre Ricardo II, reconoce que pese a no existir ninguna base para suponer que el rey sufría de alguna mental, este mostró claros signos de una personalidad narcisista, y hacia al final de su reinado la comprensión de Ricardo se estaba volviendo más débil.
Una de las principales cuestiones historiográficas concierne a su proceder político y las razones de su fracaso. Se pensaba que su reinado contenía elementos de la primitiva monarquía absoluta moderna como lo llegó a tener la casa de Tudor. Más recientemente, el concepto que Ricardo tuvo de la realeza ha sido visto por algunos como no tan diferente de la de sus antecedentes y que estaba perfectamente contenida dentro de la monarquía tradicional. Sin embargo, sus acciones eran demasiado extremas y los cambios demasiados abruptos. Por un lado, la ausencia de guerra estaba destinada a reducir la carga de los impuestos y de esta forma ayudar a la popularidad de Ricardo con la Cámara de los Comunes. Sin embargo, esta promesa nunca se cumplió, ya que el costo de la comitiva real, la opulencia de la corte y el lujoso patrocinio de Ricardo de sus favoritos resultó tan caro como la guerra lo hubiera sido, sin ofrecer beneficios proporcionales. En cuanto a su política de contención militar, esta más tarde fue emulada por Eduardo IV y Enrique VII, pero la dependencia exclusiva de Ricardo con el condado de Cheshire disminuyó el apoyo del resto del país. Como el historiador Simon Walker concluye: Lo que él buscaba no era, en términos contemporáneos, ni injustificada ni inalcanzable, pero fue la manera en la que lo buscó lo que lo traicionó.

## Ancestros
| \| \| \| \| \| \| \| \| \| \| \| \| \| \| \| \| \| \| \| \| 16. Eduardo I de Inglaterra \| \| \| \| \| \| \| \| \| \| \| \| \| \| \| \| \| \| \| \| \| \| \| \| \| \| \| \| \| \| \| \| \| \| \| \| \| \| \| \| \| \| \| \| \| \| \| \| \| \| \| \| \| \| 8. Eduardo II de Inglaterra \| \| \| \| \| \| \| \| \| \| \| \| \| \| \| \| \| \| \| \| \| \| \| \| \| \| \| \| \| \| \| \| \| \| \| \| \| \| \| \| \| \| \| \| \| \| \| \| \| \| \| \| \| \| 17. Leonor de Castilla \| \| \| \| \| \| \| \| \| \| \| \| \| \| \| \| \| \| \| \| \| \| \| \| \| \| \| \| \| \| \| \| \| \| \| \| \| \| \| \| \| \| \| \| \| \| \| \| \| \| \| \| \| \| 4. Eduardo III de Inglaterra \| \| \| \| \| \| \| \| \| \| \| \| \| \| \| \| \| \| \| \| \| \| \| \| \| \| \| \| \| \| \| \| \| \| \| \| \| \| \| \| \| \| \| \| \| \| \| \| \| \| \| \| \| \| 18. Felipe IV de Francia \| \| \| \| \| \| \| \| \| \| \| \| \| \| \| \| \| \| \| \| \| \| \| \| \| \| \| \| \| \| \| \| \| \| \| \| \| \| \| \| \| \| \| \| \| \| \| \| \| \| \| \| \| \| 9. Isabel de Francia \| \| \| \| \| \| \| \| \| \| \| \| \| \| \| \| \| \| \| \| \| \| \| \| \| \| \| \| \| \| \| \| \| \| \| \| \| \| \| \| \| \| \| \| \| \| \| \| \| \| \| \| \| \| 19. Juana I de Navarra \| \| \| \| \| \| \| \| \| \| \| \| \| \| \| \| \| \| \| \| \| \| \| \| \| \| \| \| \| \| \| \| \| \| \| \| \| \| \| \| \| \| \| \| \| \| \| \| \| \| \| \| \| \| 2. Eduardo de Woodstock \| \| \| \| \| \| \| \| \| \| \| \| \| \| \| \| \| \| \| \| \| \| \| \| \| \| \| \| \| \| \| \| \| \| \| \| \| \| \| \| \| \| \| \| \| \| \| \| \| \| \| \| \| \| 20. Juan II de Holanda \| \| \| \| \| \| \| \| \| \| \| \| \| \| \| \| \| \| \| \| \| \| \| \| \| \| \| \| \| \| \| \| \| \| \| \| \| \| \| \| \| \| \| \| \| \| \| \| \| \| \| \| \| \| 10. Guillermo I de Henao \| \| \| \| \| \| \| \| \| \| \| \| \| \| \| \| \| \| \| \| \| \| \| \| \| \| \| \| \| \| \| \| \| \| \| \| \| \| \| \| \| \| \| \| \| \| \| \| \| \| \| \| \| \| 21. Felipa de Luxemburgo \| \| \| \| \| \| \| \| \| \| \| \| \| \| \| \| \| \| \| \| \| \| \| \| \| \| \| \| \| \| \| \| \| \| \| \| \| \| \| \| \| \| \| \| \| \| \| \| \| \| \| \| \| \| 5. Felipa de Henao \| \| \| \| \| \| \| \| \| \| \| \| \| \| \| \| \| \| \| \| \| \| \| \| \| \| \| \| \| \| \| \| \| \| \| \| \| \| \| \| \| \| \| \| \| \| \| \| \| \| \| \| \| \| 22. Carlos de Valois \| \| \| \| \| \| \| \| \| \| \| \| \| \| \| \| \| \| \| \| \| \| \| \| \| \| \| \| \| \| \| \| \| \| \| \| \| \| \| \| \| \| \| \| \| \| \| \| \| \| \| \| \| \| 11. Juana de Valois \| \| \| \| \| \| \| \| \| \| \| \| \| \| \| \| \| \| \| \| \| \| \| \| \| \| \| \| \| \| \| \| \| \| \| \| \| \| \| \| \| \| \| \| \| \| \| \| \| \| \| \| \| \| 23. Margarita de Anjou-Sicilia \| \| \| \| \| \| \| \| \| \| \| \| \| \| \| \| \| \| \| \| \| \| \| \| \| \| \| \| \| \| \| \| \| \| \| \| \| \| \| \| \| \| \| \| \| \| \| \| \| \| \| \| \| \| 1. Ricardo II de Inglaterra \| \| \| \| \| \| \| \| \| \| \| \| \| \| \| \| \| \| \| \| \| \| \| \| \| \| \| \| \| \| \| \| \| \| \| \| \| \| \| \| \| \| \| \| \| \| \| \| \| \| \| \| \| \| 24. Enrique III de Inglaterra \| \| \| \| \| \| \| \| \| \| \| \| \| \| \| \| \| \| \| \| \| \| \| \| \| \| \| \| \| \| \| \| \| \| \| \| \| \| \| \| \| \| \| \| \| \| \| \| \| \| \| \| \| \| 12. Eduardo I de Inglaterra (=16) \| \| \| \| \| \| \| \| \| \| \| \| \| \| \| \| \| \| \| \| \| \| \| \| \| \| \| \| \| \| \| \| \| \| \| \| \| \| \| \| \| \| \| \| \| \| \| \| \| \| \| \| \| \| 25. Leonor de Provenza \| \| \| \| \| \| \| \| \| \| \| \| \| \| \| \| \| \| \| \| \| \| \| \| \| \| \| \| \| \| \| \| \| \| \| \| \| \| \| \| \| \| \| \| \| \| \| \| \| \| \| \| \| \| 6. Edmundo de Woodstock \| \| \| \| \| \| \| \| \| \| \| \| \| \| \| \| \| \| \| \| \| \| \| \| \| \| \| \| \| \| \| \| \| \| \| \| \| \| \| \| \| \| \| \| \| \| \| \| \| \| \| \| \| \| 26. Felipe III de Francia \| \| \| \| \| \| \| \| \| \| \| \| \| \| \| \| \| \| \| \| \| \| \| \| \| \| \| \| \| \| \| \| \| \| \| \| \| \| \| \| \| \| \| \| \| \| \| \| \| \| \| \| \| \| 13. Margarita de Francia \| \| \| \| \| \| \| \| \| \| \| \| \| \| \| \| \| \| \| \| \| \| \| \| \| \| \| \| \| \| \| \| \| \| \| \| \| \| \| \| \| \| \| \| \| \| \| \| \| \| \| \| \| \| 27. María de Brabante \| \| \| \| \| \| \| \| \| \| \| \| \| \| \| \| \| \| \| \| \| \| \| \| \| \| \| \| \| \| \| \| \| \| \| \| \| \| \| \| \| \| \| \| \| \| \| \| \| \| \| \| \| \| 3. Juana de Kent \| \| \| \| \| \| \| \| \| \| \| \| \| \| \| \| \| \| \| \| \| \| \| \| \| \| \| \| \| \| \| \| \| \| \| \| \| \| \| \| \| \| \| \| \| \| \| \| \| \| \| \| \| \| 28. Baldwin Wake \| \| \| \| \| \| \| \| \| \| \| \| \| \| \| \| \| \| \| \| \| \| \| \| \| \| \| \| \| \| \| \| \| \| \| \| \| \| \| \| \| \| \| \| \| \| \| \| \| \| \| \| \| \| 14. John Wake, Barón Wake ode Liddell \| \| \| \| \| \| \| \| \| \| \| \| \| \| \| \| \| \| \| \| \| \| \| \| \| \| \| \| \| \| \| \| \| \| \| \| \| \| \| \| \| \| \| \| \| \| \| \| \| \| \| \| \| \| 29. Hawise de Quincy \| \| \| \| \| \| \| \| \| \| \| \| \| \| \| \| \| \| \| \| \| \| \| \| \| \| \| \| \| \| \| \| \| \| \| \| \| \| \| \| \| \| \| \| \| \| \| \| \| \| \| \| \| \| 7. Margarita Wake \| \| \| \| \| \| \| \| \| \| \| \| \| \| \| \| \| \| \| \| \| \| \| \| \| \| \| \| \| \| \| \| \| \| \| \| \| \| \| \| \| \| \| \| \| \| \| \| \| \| \| \| \| \| 30. William de Fiennes \| \| \| \| \| \| \| \| \| \| \| \| \| \| \| \| \| \| \| \| \| \| \| \| \| \| \| \| \| \| \| \| \| \| \| \| \| \| \| \| \| \| \| \| \| \| \| \| \| \| \| \| \| \| 15. Joan de Fiennes \| \| \| \| \| \| \| \| \| \| \| \| \| \| \| \| \| \| \| \| \| \| \| \| \| \| \| \| \| \| \| \| \| \| \| \| \| \| \| \| \| \| \| \| \| \| \| \| \| \| \| \| \| \| 31. Blanca de Brienne \| \| \| \| \| \| \| \| \| \| \| \| \| \| \| \| \| \| \| \| \| \| \| \| \| \| \| \| \| \| \| \| \| \| \| \| \| \| \| \| \| \| \| \| \| \| \| \| \| \| \| \| |                                       |  |  |  |  |  |  |  |  |  |  |  |  |  |  |  |
| |                                       |  |  |  |  |  |  |  |  |  |  |  |  |  |  |  |
| | 16. Eduardo I de Inglaterra           |  |  |  |  |  |  |  |  |  |  |  |  |  |  |  |
| |                                       |  |  |  |  |  |  |  |  |  |  |  |  |  |  |  |
| |                                       |  |  |  |  |  |  |  |  |  |  |  |  |  |  |  |
| | 8. Eduardo II de Inglaterra           |  |  |  |  |  |  |  |  |  |  |  |  |  |  |  |
| |                                       |  |  |  |  |  |  |  |  |  |  |  |  |  |  |  |
| |                                       |  |  |  |  |  |  |  |  |  |  |  |  |  |  |  |
| | 17. Leonor de Castilla                |  |  |  |  |  |  |  |  |  |  |  |  |  |  |  |
| |                                       |  |  |  |  |  |  |  |  |  |  |  |  |  |  |  |
| |                                       |  |  |  |  |  |  |  |  |  |  |  |  |  |  |  |
| | 4. Eduardo III de Inglaterra          |  |  |  |  |  |  |  |  |  |  |  |  |  |  |  |
| |                                       |  |  |  |  |  |  |  |  |  |  |  |  |  |  |  |
| |                                       |  |  |  |  |  |  |  |  |  |  |  |  |  |  |  |
| | 18. Felipe IV de Francia              |  |  |  |  |  |  |  |  |  |  |  |  |  |  |  |
| |                                       |  |  |  |  |  |  |  |  |  |  |  |  |  |  |  |
| |                                       |  |  |  |  |  |  |  |  |  |  |  |  |  |  |  |
| | 9. Isabel de Francia                  |  |  |  |  |  |  |  |  |  |  |  |  |  |  |  |
| |                                       |  |  |  |  |  |  |  |  |  |  |  |  |  |  |  |
| |                                       |  |  |  |  |  |  |  |  |  |  |  |  |  |  |  |
| | 19. Juana I de Navarra                |  |  |  |  |  |  |  |  |  |  |  |  |  |  |  |
| |                                       |  |  |  |  |  |  |  |  |  |  |  |  |  |  |  |
| |                                       |  |  |  |  |  |  |  |  |  |  |  |  |  |  |  |
| | 2. Eduardo de Woodstock               |  |  |  |  |  |  |  |  |  |  |  |  |  |  |  |
| |                                       |  |  |  |  |  |  |  |  |  |  |  |  |  |  |  |
| |                                       |  |  |  |  |  |  |  |  |  |  |  |  |  |  |  |
| | 20. Juan II de Holanda                |  |  |  |  |  |  |  |  |  |  |  |  |  |  |  |
| |                                       |  |  |  |  |  |  |  |  |  |  |  |  |  |  |  |
| |                                       |  |  |  |  |  |  |  |  |  |  |  |  |  |  |  |
| | 10. Guillermo I de Henao              |  |  |  |  |  |  |  |  |  |  |  |  |  |  |  |
| |                                       |  |  |  |  |  |  |  |  |  |  |  |  |  |  |  |
| |                                       |  |  |  |  |  |  |  |  |  |  |  |  |  |  |  |
| | 21. Felipa de Luxemburgo              |  |  |  |  |  |  |  |  |  |  |  |  |  |  |  |
| |                                       |  |  |  |  |  |  |  |  |  |  |  |  |  |  |  |
| |                                       |  |  |  |  |  |  |  |  |  |  |  |  |  |  |  |
| | 5. Felipa de Henao                    |  |  |  |  |  |  |  |  |  |  |  |  |  |  |  |
| |                                       |  |  |  |  |  |  |  |  |  |  |  |  |  |  |  |
| |                                       |  |  |  |  |  |  |  |  |  |  |  |  |  |  |  |
| | 22. Carlos de Valois                  |  |  |  |  |  |  |  |  |  |  |  |  |  |  |  |
| |                                       |  |  |  |  |  |  |  |  |  |  |  |  |  |  |  |
| |                                       |  |  |  |  |  |  |  |  |  |  |  |  |  |  |  |
| | 11. Juana de Valois                   |  |  |  |  |  |  |  |  |  |  |  |  |  |  |  |
| |                                       |  |  |  |  |  |  |  |  |  |  |  |  |  |  |  |
| |                                       |  |  |  |  |  |  |  |  |  |  |  |  |  |  |  |
| | 23. Margarita de Anjou-Sicilia        |  |  |  |  |  |  |  |  |  |  |  |  |  |  |  |
| |                                       |  |  |  |  |  |  |  |  |  |  |  |  |  |  |  |
| |                                       |  |  |  |  |  |  |  |  |  |  |  |  |  |  |  |
| | 1. Ricardo II de Inglaterra           |  |  |  |  |  |  |  |  |  |  |  |  |  |  |  |
| |                                       |  |  |  |  |  |  |  |  |  |  |  |  |  |  |  |
| |                                       |  |  |  |  |  |  |  |  |  |  |  |  |  |  |  |
| | 24. Enrique III de Inglaterra         |  |  |  |  |  |  |  |  |  |  |  |  |  |  |  |
| |                                       |  |  |  |  |  |  |  |  |  |  |  |  |  |  |  |
| |                                       |  |  |  |  |  |  |  |  |  |  |  |  |  |  |  |
| | 12. Eduardo I de Inglaterra (=16)     |  |  |  |  |  |  |  |  |  |  |  |  |  |  |  |
| |                                       |  |  |  |  |  |  |  |  |  |  |  |  |  |  |  |
| |                                       |  |  |  |  |  |  |  |  |  |  |  |  |  |  |  |
| | 25. Leonor de Provenza                |  |  |  |  |  |  |  |  |  |  |  |  |  |  |  |
| |                                       |  |  |  |  |  |  |  |  |  |  |  |  |  |  |  |
| |                                       |  |  |  |  |  |  |  |  |  |  |  |  |  |  |  |
| | 6. Edmundo de Woodstock               |  |  |  |  |  |  |  |  |  |  |  |  |  |  |  |
| |                                       |  |  |  |  |  |  |  |  |  |  |  |  |  |  |  |
| |                                       |  |  |  |  |  |  |  |  |  |  |  |  |  |  |  |
| | 26. Felipe III de Francia             |  |  |  |  |  |  |  |  |  |  |  |  |  |  |  |
| |                                       |  |  |  |  |  |  |  |  |  |  |  |  |  |  |  |
| |                                       |  |  |  |  |  |  |  |  |  |  |  |  |  |  |  |
| | 13. Margarita de Francia              |  |  |  |  |  |  |  |  |  |  |  |  |  |  |  |
| |                                       |  |  |  |  |  |  |  |  |  |  |  |  |  |  |  |
| |                                       |  |  |  |  |  |  |  |  |  |  |  |  |  |  |  |
| | 27. María de Brabante                 |  |  |  |  |  |  |  |  |  |  |  |  |  |  |  |
| |                                       |  |  |  |  |  |  |  |  |  |  |  |  |  |  |  |
| |                                       |  |  |  |  |  |  |  |  |  |  |  |  |  |  |  |
| | 3. Juana de Kent                      |  |  |  |  |  |  |  |  |  |  |  |  |  |  |  |
| |                                       |  |  |  |  |  |  |  |  |  |  |  |  |  |  |  |
| |                                       |  |  |  |  |  |  |  |  |  |  |  |  |  |  |  |
| | 28. Baldwin Wake                      |  |  |  |  |  |  |  |  |  |  |  |  |  |  |  |
| |                                       |  |  |  |  |  |  |  |  |  |  |  |  |  |  |  |
| |                                       |  |  |  |  |  |  |  |  |  |  |  |  |  |  |  |
| | 14. John Wake, Barón Wake ode Liddell |  |  |  |  |  |  |  |  |  |  |  |  |  |  |  |
| |                                       |  |  |  |  |  |  |  |  |  |  |  |  |  |  |  |
| |                                       |  |  |  |  |  |  |  |  |  |  |  |  |  |  |  |
| | 29. Hawise de Quincy                  |  |  |  |  |  |  |  |  |  |  |  |  |  |  |  |
| |                                       |  |  |  |  |  |  |  |  |  |  |  |  |  |  |  |
| |                                       |  |  |  |  |  |  |  |  |  |  |  |  |  |  |  |
| | 7. Margarita Wake                     |  |  |  |  |  |  |  |  |  |  |  |  |  |  |  |
| |                                       |  |  |  |  |  |  |  |  |  |  |  |  |  |  |  |
| |                                       |  |  |  |  |  |  |  |  |  |  |  |  |  |  |  |
| | 30. William de Fiennes                |  |  |  |  |  |  |  |  |  |  |  |  |  |  |  |
| |                                       |  |  |  |  |  |  |  |  |  |  |  |  |  |  |  |
| |                                       |  |  |  |  |  |  |  |  |  |  |  |  |  |  |  |
| | 15. Joan de Fiennes                   |  |  |  |  |  |  |  |  |  |  |  |  |  |  |  |
| |                                       |  |  |  |  |  |  |  |  |  |  |  |  |  |  |  |
| |                                       |  |  |  |  |  |  |  |  |  |  |  |  |  |  |  |
| | 31. Blanca de Brienne                 |  |  |  |  |  |  |  |  |  |  |  |  |  |  |  |
| |                                       |  |  |  |  |  |  |  |  |  |  |  |  |  |  |  |
| |                                       |  |  |  |  |  |  |  |  |  |  |  |  |  |  |  |

| Títulos Reales                        |                                                                    |                                   |
| Predecesor: Eduardo III de Inglaterra | Rey de Inglaterra, Duque de Aquitania y Señor de Irlanda 1377-1399 | Sucesor: Enrique IV de Inglaterra |
| Nobleza de Inglaterra                 |                                                                    |                                   |
| Predecesor: Eduardo de Woodstock      | Príncipe de Gales 1376-1377                                        | Sucesor: Enrique de Monmouth      |
| Predecesor: Eduardo de Woodstock      | Duque de Cornualles 1376-1377                                      | Sucesor: Enrique de Monmouth      |